# Mannelijk (biologie)

Het symbool ♂ van de Romeinse god Mars (het schild en de speer) wordt doorgaans gebruikt om mannelijke organismen aan te duiden.

Mannelijk (♂) is een biologische geslachtelijke status bij veel meercellige organismen. In kleinere zin kan het ook refereren aan de organen die stuifmeel of kleine, mobiele gameten produceren zoals zaadcellen. Deze kunnen bijdragen aan de voortplanting van het organisme door te versmelten met vrouwelijke gameten.
Een veelgebruikt symbool voor mannelijke organismen is het marssymbool (♂); een cirkel met een naar rechtsboven wijzende pijl. Deze stellen het schild en de speer van de god Mars voor.

## Dieren
Bij de meeste dieren en mensen is het feit of een organisme mannelijk is genetisch bepaald, maar bij andere kunnen echter ook omgevingsfactoren bepalen of dit organisme mannelijk wordt. Bij reptielen, zoals alligators, wordt het geslacht bijvoorbeeld bepaald door de temperatuur waarbij de eieren worden uitgebroed. Er zijn slakken die indien nodig van geslacht kunnen veranderen, andere kunnen tweeslachtig zijn.
Behalve in hun productie van gameten verschillen mannelijke dieren in meer opzichten van de vrouwelijke. Bij veel insecten en vissen is het mannelijke organisme kleiner dan het vrouwelijke, terwijl bij zoogdieren de mannelijke organismen doorgaans juist groter zijn dan de vrouwelijke. Bij de voortplanting spelen mannelijke dieren doorgaans alleen een rol bij de bevruchting van de vrouwelijke gameten. Het vrouwelijke dier draagt de zygote bij zich. De enige bekende uitzonderingen hierop zijn het zeepaard en de zeenaald.
Bij mensen wordt een kind van het mannelijk geslacht een jongen genoemd, en een volwassene een man.

## Planten
Bij mossen, varens en zaadplanten (naakt- en bedektzadigen) kunnen er mannelijke gametofyten, gametangia en gameten onderscheiden worden. Een gametofyt is mannelijk als het alleen antheridia (mannelijke gametangia) kan vormen, die op hun beurt weer de antherozoïden (zaadcellen) vormen.
Bij de zaadplanten is er vaak een onderscheid tussen mannelijke en vrouwelijke sporofyten (planten), dat chromosomaal bepaald wordt. De mannelijke planten worden gekenmerkt door het bezit van meeldraden of microsporofyllen.